# Maria Teresa Albaracin
Maria Teresa Albaracin (ur. 1 maja 1927 w Puerto de Mazarron; zm. 12 marca 1946 w Barcelonie) – Służebnica Boża Kościoła katolickiego.

## Życiorys
Pochodziła z religijnej rodziny. Była zafascynowana z historią życia św. Teresy z Lisieux, a w wieku 16 lat, w 1943 roku, rozpoczęła nowicjat i przyjęła imię zakonne Maria Tereska. Potem rozpoczęła pracę w przedszkolu opiekując się z dziećmi. Mając 18 lat w 1945 roku ciężko zachorowała i zmarła w 1946 roku. Obecnie trwa jej proces beatyfikacyjny.